# Riesweiler
Riesweiler település Németországban, Rajna-vidék-Pfalz tartományban. Lakosainak száma 783 fő (2023. december 31.). Riesweiler Sargenroth és Simmern/Hunsrück községekkel határos.

## Népesség
A település népességének változása:
| Lakosok száma | 604  | 723  | 727  | 773  | 781  | 783  |
|               | 1975 | 2017 | 2019 | 2021 | 2022 | 2023 |